# Heidekrautbahnmuseum
Heidekrautbahnmuseum – społeczne muzeum kolejnictwa w Basdorf, związane z linią kolejową Heidekrautbahn, która znajduje się na północ od Berlina i łączy stolicę Niemiec z Groß Schönebeck w Brandenburgii. Stacja Basdorf ma charakter węzłowy – krzyżują się tutaj linie ze stacji Berlin-Karow, Groß Schönebeck, Liebenwalde i Berlin-Rosenthal.

## Historia i ekspozycja
Muzeum zarządzane jest przez towarzystwo miłośników kolei z Berlina – Berliner Eisenbahnfreunde e. V. , które od 1 września 1990 prowadziło przewozy turystyczne na linii Heidekrautbahn. Samo muzeum otwarto w 1996, w nieczynnych obiektach lokomotywowni w Basdorf.
Tabor kolejowy (lokomotywy i wagony) prezentowane są w budynkach lokomotywowni. Oprócz tego na terenie placówki zobaczyć można urządzenia zabezpieczenia ruchu kolejowego, urządzenia sterowania ruchem, części maszyn zapleczowych, tabliczki firmowe producentów taboru i maszyn, tablice stacyjne oraz kierunkowe i inne eksponaty związane z kolejnictwem, a zwłaszcza z okolicami Berlina i samą linią Heidekrautbahn. Dużą atrakcją jest niewielka pętla kolei ogrodowej, uruchamiana w dni większej frekwencji zwiedzających. Tabor tej kolei posiada własną, niezależną lokomotywownię.
Wstęp do lokomotywowni jest płatny, zwiedzanie eksponatów na zewnątrz – nie. Kwoty z biletów przekazywane są na renowację taboru.

## Zestawienie taboru
W muzeum oglądać można następujący tabor (według nomenklatury niemieckiej):
- 65 1057 DR, 1957
- Ampflwang, 1925
- Köf 4280, 1934
- Kö 0260, 1936
- Köf 11136, 1964
- V 22 2082, 1962
- V 14 001, 1956
- O&K, 1978
- Potsdam Nr.2, 1962
- Ketzin Nr.1, 1965
- Erich, 1965
- VT 95 9396 1954